# پد چربی زیرکشککی
پد چربی زیرکشکی (به انگلیسی: infrapatellar fat pad) یا پد چربی هوفا (به انگلیسی: Hoffa's fat pad) یک قطعه استوانه‌ای از جنس چربی است که در زیر و پشت استخوان کشکک و در درون زانو جای دارد.

## اهمیت بالینی
پد چربی یک ساختار طبیعی است اما گاهی اوقات می‌تواند به یک عارضه و بیماری تبدیل شود:
- ممکن است آسیب دیده و دردناک شود.
- این پد چربی می‌تواند به عمد در جراحی آرتروسکوپی برداشته شود تا جراح ببیند چه کاری انجام می‌دهد - اما این کار همچنین می‌تواند منجر به ایجاد زخم و درد شود.
- این پد چربی می‌تواند به هیپرتروفیک تبدیل شود و ممکن است میان کشکک و کندیل ران قرار گرفته و باعث درد شدید هنگام کشیده شدن پا شود. این رخداد سندرم پد چربی زیرکشککی یا سندرم هوفا نامیده می‌شود.
- این پد چربی می‌تواند در روند آرتروفیبروز درگیر شده و جای زخم (فیبروتیک) و انقباض پیدا کند و کشکک را به سمت پایین و در وضعیت غیر طبیعی پایین بکشد.